# Miguel Olavide
Miguel Olavide Montes (Pamplona, 5 de março de 1996) é um futebolista profissional espanhol que atua como meia.

## Carreira
Miguel Olavide começou a carreira no CA Osasuna.